# 인사니쿠아리움
《인사니쿠아리움》(영어: Insaniquarium, 광란의 수족관)은 물고기들을 기르며 에일리언을 무찌르는 게임이다. 에일리언에게 물고기들이 모두 잡아 먹히거나 먹이를 안 주어 굶어 죽으면 게임이 끝난다.

## 조작 키
마우스 버튼 클릭 (왼쪽, 오른쪽, 휠 모두 동일): 먹이(5달러)를 주거나 상단의 물고기나 아이템을 산다.
(그 외의 조작은 없음)

## 물고기

### 구피
- 작은구피: 처음에는 작은구피 2마리와 200달러로 시작한다. 작은구피가 먹이를 많이 먹고 자라서 중간구피가 되면 100달러를 내고 작은구피를 사는 칸이 생긴다.(탱크 4에서는 브리더 1마리와 200달러로 시작한다.) 가격은 100달러이다.
- 중간구피: 중간구피는 은화(15달러)를 낳는다. 중간구피도 큰구피가 될 수 있다.
- 큰구피:큰구피는 금화(35달러)를 낳는다. 큰구피가 죽지 않고 10분 이상 버티면 왕구피(구피의 최고단계)가 된다.
- 별구피:별구피는 별(40달러)를 낳는다. 탱크 2에서 스타포션(250달러, 작은구피나 중간구피가 먹으면 사망)을 먹은 큰구피가 변한 것이다.
- 왕구피:왕구피는 다이아몬드(200달러)를 낳는다.구피의 최고단계. 큰구피나 별구피가 10분 이상 버티면 먹이를 먹는 순간 왕구피로 변한다.

### 스타캐처
별구피가 낳는 별을 먹이로 먹는다. 별을 먹고 다이아몬드(200달러)를 낳는다.

### 브리더
브리더는 작은브리더,중간브리더,큰브리더가 있다. (성장과정으로 따지자면 작은구피,중간구피,큰구피와 비유할 수 있다.)
중간브리더,큰브리더는 일정시간마다 구피를 낳는데 이또한 에일리언에게 잡아먹힐 수 있다. 가격은 200달러이다.

### 카니보어
카니보어는 작은구피를 먹고 다이아몬드(200달러)를 낳는다. 가격은 1000달러이다.

### 울트라보어
울트라보어는 탱크 4에서 카니보어를 먹고 보석상자(2000달러)를 낳는다. 덩치가 매우 커서 보호하기 까다롭다. 가격은 10000달러이다.

### 구피 크런처
작은 구피를 잡아먹고 황금벌레(200달러)를 낳는다. 황금벌레는 비틀먼처의 먹이가 된다. 가격은 750달러이다.

### 비틀 먼처
구피 크런처가 낳는 황금벌레를 먹고 진주(500달러)를 낳는다. 먹이원인 구피 크런처에게도 먹이를 줘야 해서 까다롭다. 가격은 2000달러이다.

## 필수 업데이트

### 총
레벨을 업그레이드 하는 것이다. 가격:탱크 1,2는 1000달러 탱크3은 2000달러 탱크 4는 5000달러이다.

### 먹이 단계
한 단계를 업데이트 하는 데에는 200달러가 든다.
- lv.1:갈색 사료이다.

- lv.2:조프(펫)가 주는 사료이다. 녹두색의 사료이다.

- lv.3:캡슐모양의 사료이다.

### 먹이 개수
최대 10개까지 업그레이드 가능(가격:300원)

### 알
스테이지 클리어에는 필수!(스테이지마다 가격이 다름)

## 펫
스테이지 하나를 클리어할 때마다 보조 능력을 가진 펫을 하나씩 얻는다. 이 중 별도의 구입을 해야되는 '보너스 펫'이 있다.

### 생성형 펫
진주조개 니코:일정시간이 지나면 진주(250달러)를 낳는다. 진주 생산 속도가 매우 느려서 초반이 아니면 쓸모는 없다.
해골어 바트:일정시간 마다 금화(35달러)를 낳는데 생산량은 니코와 비슷하다.
로봇어 시래프널:일정시간 마다 폭탄(150달러)를 낳는다. 위 두 펫을 합친것보다 훨씬 좋으나 폭탄이 물고기에 닿으면 물고기 죽으므로 신경을 많이 써야 한다.
엄마고기 프레고:일정시간 마다 구피를 낳는다. 브리더와 똑같으나 펫이기에 먹이를 줄 필요도 없다.
해마 조프:구피의 먹이 사료를 뱉는다.
인어 메릴:일정시간 마다 노래를 불러 구피에게서 많은 돈이 떨어지도록 한다.
전기뱀장어 앰프:매 시간 마다 전기가 충전됐다는 신호가 오는데 3번 이상 클릭할시 전기를 내뿜어 모든 구피를 감전사시킨다. 감전사한 구피에게서는 다이아몬드가 나오며, 구피밖에 없었던 상황에서는 전기충격 후 작은 구피 한 마리를 준다.

### 방어형 펫
황새치 잇치:에일리언이 나타나면 공격하는 펫 제일 다루기 쉬운 공격 펫이면서도 제일 약한 펫.1-3을 깨면 나옴.
농게 루퍼스:황새치 잇치 보다 공격력이 강하나 땅바닥에서만 움직일수 있다.
상어 가쉬:제일 강력한 공격력을 지닌 펫 매 시간 마다 구피를 잡아먹는다.(크기에 상관없이)
엔젤피쉬 엔지:죽은 물고기를 되살려내는 펫. 시체가 남지 않으면 부활시킬수없다.4-4를 깨면 나옴.
고래 워스워즈:작은 구피,중간 구피를 입에다가 숨겨주는 펫. 숨겨준 물고기들은 에일리언에게 공격받지 않는다.
초롱아귀 굼보:에일리언 출물 시 구피와 브리더를 에일리언의 반대 방향으로 몰고 간다. 다만 이 능력이 독이 될 수도 있다. 에일리언 2마리 이상 출물할 경우 방향을 제대로 못 잡기 때문에 순식간에 물고기가 몰살당한다.

### 기타 펫
올챙이 프레스토:모든 다른 펫들로 변신하는 능력이 있다. 한번 변신하면 10초의 변신 쿨타임을 가진다.
돌고래 블립:물고기의 배고픔 상태를 알려주고 아이템 메뉴를 최단 시간 내로 전부 열람한다. 에일리언이 출물하는 방향과 현재 체력 상태를 표시해준다.
쥐가오리 님부스:땅바닥으로 떨어지는 모든 물체(물고기 시체 제외) 전부 위로 올려준다.
거북이 세이모어:동전이나 다이아몬드 등의 자금류가 떨어지는 속도를 느리게 한다.
달팽이 스팅키:땅바닥을 기어다니며 돈을 수집한다. 에일리언이 나타나면 숨어버린다.
해파리 클라이드:맵을 돌아다니며 돈을 수집한다. 에일리언이 나타나도 숨지 않는다.
소라게 루바프:땅바닥으로 향하는 물고기들을 접근하지 못하게 한다.

### 보너스 펫
코끼리 브랭클린:유일하게 먹이를 먹는 펫. 먹이를 먹을 때마다 다양한 종류의 자금을 생산한다. 별(150달러),다이아몬드(200달러),진주(500달러),보물상자(2000달러)를 생산한다.
코물고기 노스트라다무스:사람의 코 모양을 하고 있으며 에일리언 접근 시 일정 확률로 재채기를 하여 출현을 연기 시킨다. 다만 10초 정도 밖에 안 된다.
매 시간마다 코에서 콧물(1달러)을 떨어트리는데 자금으로는 못쓴다. 코끼리 브랭클린이 먹이로 인식하므로 같이 사용하면 좋다.
배고픔 상태에서 죽기 직전의 구피가 콧물을 먹게 되면 같은 코물고기로 변하게 된다.(평소때는 먹으려하지 않음)
코물고기의 숫자가 많을수록 재채기를 할 확률이 높아지게 된다. 이 점을 이용해서 편리하게 게임을 클리어 할 수 있다.
해룡 스탠 리:유일한 원거리 공격 펫. 여러 가지 공으로 에일리언을 공격한다. 유도성이 있지만 느리고 스탠 리의 공격속도는 빠르지 않다.
원거리 공격을 하는 에일리언의 공격을 자동으로 막아준다.
펭귄 월터:클릭하면 다른 펫이나 물고기를 글러브로 때린다. 글러브를 맞은 물고기와 펫들은 자금을 생산하거나 능력을 사용한다.(올챙이 프레스토가 맞으면 원래 상태로 되돌아간다)5번 정도 사용하면 땅바닥 구석으로 내려가기 때문에 이때는 사용할 수 없다.

## 에일리언
실베스터:에일리언중 가장 허약체질. 1-2에서부터 출몰.
발록:큰 차이는 없으나 체력이 더 많다.
거스:먹보 에일리언 기존의 무기가 통하지 않는다. 구피에게 주는 사료를 먹여서 과사시켜야한다.
데스트럭터:미사일을 쏘는 지상형 에일리언 미사일은 무기로 파괴할 수 있다.
율리시스:지상형 에일리언 빛공을 쏘는 외눈의 진흙 거인 율리시스 빛공은 관통능력이 있어 구피가 순식간에 몰살당할 수 있으니 주의!
빛공 역시 무기로 파괴할 수 있다. 다만 잘못 조준하면 구피가 몰살당하니 주의!
사이코 스쿼드:발록보다 체력이 많으며 계속 공격을 받다보면 색깔이 변하는데 이때 공격하면 체력이 회복되니 공격을 중지해야 한다.
벨라트리스:두개의 머리를 가진 에일리언 몸체가 매우 길고 머리 두개 모두 구피를 잡아먹을수있다. 제일 다루기 까다로운 적.
싸이랙스 더 이블 마스터 마인드:에일리언의 우두머리로 게임의 최종관문으로 등장. 지속적으로 부하들을 내보내어 공격한다.
미니 실베스터:싸이랙스가 소환하는 부하로 한방에 죽는다.

## 같이 보기
- 팝캡 게임즈